# Локарнские договоры
Локарнские договоры 1925 года — семь договоров, ставших итогом переговоров в швейцарском Локарно с 5 по 16 октября 1925 года и подписанных 1 декабря в Лондоне. Они вступили в действие 10 сентября 1926 года, когда Германия стала членом Лиги Наций.
В Локарнской конференции принимали участие рейхсканцлер Германии Ганс Лютер, министр иностранных дел Германии Густав Штреземан, а также представители Италии (Бенито Муссолини), Великобритании (Остин Чемберлен), Бельгии (Эмиль Вандервельде), Франции (Аристид Бриан), Польши (Александр Скшиньский) и Чехословакии (д-р Эдвард Бенеш).
Локарнские договоры эффективно разделили европейские границы на два сорта: западные границы, которые по договору были незыблемыми, и восточные (для Германии), в отношении которых никаких гарантий выдано не было. Попытка в 1934 заключения «Восточного пакта», гарантировавшего восточные границы, провалилась.

## Содержание переговоров
Основным документом, подготовленным в Локарно, стал Рейнский пакт — арбитражное соглашение между Веймарской республикой, Францией и Бельгией, которым предусматривалось, что возникающие между странами споры разрешаются мирным путём — через Лигу Наций или международные суды.
В дополнение Германия заключила арбитражные договоры с Польшей и Чехословакией, в которых отказалась от военного решения территориальных споров. В этих договорах о поддержке этих стран на случай нападения заявила Франция. Отказ от военного решения территориальных споров на востоке никоим образом не означал отказа в целом от пересмотра восточных границ Германии. Экспансия на восток стала последовательным направлением во внешней политике Германии как минимум с момента заключения Версальского договора.
Соглашениями с этими странами Франция обеспечила им поддержку в случае нападения.

## Цели соглашений
Европейские страны-победительницы в Первой мировой войне пытались путём договоров нормализовать свои отношения с побеждённой Германией. Срок одностороннего режима наибольшего благоприятствования в торговле, который Германия предоставляла державам-победительницам согласно Версальскому договору, истёк 10 января 1925 года. С этого момента Германия получала право на самостоятельную торговую политику, а ориентированные на экспорт французские и британские предприятия настаивали на ослаблении общей напряжённости, в том числе и политической. Свою роль также сыграло и недоверие западных держав в связи с заключением Германией в 1922 году Рапалльского договора с РСФСР. Локарнские переговоры были инициированы по результатам переписки между Великобританией, Францией и Германией летом 1925 года, после того как министр иностранных дел Германии Густав Штреземан выдвинул 9 февраля предложение о взаимных гарантиях в отношении границ своей страны. Мирное развитие Европы являлось важной предпосылкой предоставления кредитов со стороны США.
Договор был важен для Германии прежде всего для того, чтобы прорвать международную изоляцию, продолжить ревизионистскую политику и освободить Рейнскую область. Ради этого Штреземан был готов официально отказаться от претензий на Эльзас и Лотарингию, округа Эйпен и Мальмеди, согласиться с сохранением Рейнской демилитаризованной зоны и подчиняться решениям Лиги Наций по территориальным спорам. Немаловажную роль сыграл военный союз, который в 1921 году заключили Франция и Польша, потерявший силу с заключением Локарнских соглашений. Штреземану в случае возникновения конфликта между Германией и Польшей, что он никоим образом не исключал, было важно избежать войны на два фронта. Поскольку нарушение германо-французской границы автоматически вело к вмешательству стран-гарантов, Франция в дальнейшем не могла оказывать военной поддержки Польше, не вступив в конфликт с Великобританией и Италией. Хотя министр иностранных дел Франции Бриан подтвердил союзнические отношения с Польшей в официальном гарантийном договоре, также заключённом 19 октября 1925 года, всем было очевидно, что безопасность Польши значительно ущемлена международными гарантиями, выданными в отношении западных границ Германии. Все попытки Польши закрыть эту брешь в системе своей безопасности аналогичными международными гарантиями в отношении восточных границ Германии, получили решительный отпор со стороны Германии.
Правые силы Германии были настроены против заключения Локарнских договоров из-за уступок Германии, прежде всего, по вопросу западных границ. Немецкая национальная народная партия в знак протеста вышла из правительства. 27 ноября Локарнские соглашения были ратифицированы рейхстагом. Правительство получило поддержку со стороны Немецкой демократической партии и Социал-демократической партии Германии и заявило о своей отставке после подписания договоров, выполнив своё обещание 5 декабря. Крайние левые силы, опасаясь объединения Германии и капиталистических стран Западной Европы против СССР, выступили также против Локарнских соглашений.

## Значение
Несмотря на нараставшее напряжение политической обстановки в Восточной Европе, Локарнские соглашения заложили основу для улучшения дипломатического климата в Западной Европе в 1924-30 годах. Международная общественность видела проявление «духа Локарно» в получении Германией статуса постоянного члена Лиги Наций в 1926 году и демилитаризации Рейнской области в июне 1930 года.
За свой вклад в дело укрепления мира Густав Штреземан и его французский коллега Аристид Бриан удостоились Нобелевской премии мира за 1926 год.
Советский Союз находился в изоляции и оказался в стороне от процесса ослабления международной напряжённости. 18 декабря 1925 года в политическом отчете ЦК на XIV съезде ВКП(б) И.В. Сталин отметил, что «Локарно чревато новой войной в Европе», поскольку закрепление за Германией статуса потери территорий и колоний, а также необходимость выплаты 130 миллиардов золотых марок было, по мнению генерального секретаря, равносильно сохранению послевоенного «статуса кво» побеждённой страны. Сталин отметил: «думать что с этим положением помирится Германия, растущая и идущая вперед, значит рассчитывать на чудо», а также «Английские консерваторы думают и „статус кво“ сохранить против Германии, и использовать Германию против Советского Союза. Не слишком ли многого они захотели?». В 1926 году между Германией и СССР был заключён Берлинский договор о ненападении и нейтралитете, значительно ослабивший оборонительный союз Польши и Чехословакии с Францией, поскольку в соответствии с ним в случае войны между Польшей или Чехословакией с СССР Германия отказывала Франции в проходе её войск по своей территории.
Договорённости Локарно не устояли перед национал-социалистами, пришедшими в 1933 году к власти в Германии. Гитлер взял курс на отказ от Локарнских соглашений, не допускавших вооружения её западных границ, необходимого условия для осуществления захватнических планов на Востоке. Намереваясь порвать с Локарнским пактом, Гитлер говорил, что Локарнские договорённости уже нарушены после ратификации французской Палатой депутатов 27 февраля 1936 года советско-французского пакта о взаимопомощи. 7 марта 1936 года в германское Министерство иностранных дел были приглашены послы Англии, Франции, Бельгии и Италии. Здесь гитлеровский министр иностранных дел Константин фон Нейрат передал им меморандум германского правительства, который гласил: «В интересах естественного права народа защищать свои границы и сохранять свои средства обороны германское правительство восстановило с сегодняшнего дня полную и неограниченную суверенность империи в демилитаризованной Рейнской области». Ознакомив послов с содержанием меморандума германского правительства, Нейрат им сообщил об отказе от Локарнских соглашений и о занятии Рейнской зоны германскими войсками.